# FC Twente in het seizoen 2019/20 (vrouwen)
Het seizoen 2019/2020 was het 13e jaar in het bestaan van de Enschedese vrouwenvoetbalclub FC Twente. De club kwam uit in de Eredivisie, deze werd door de coronacrisis echter niet uitgespeeld.Door deze maatregel is de club op de derde plaats geëindigd. Naast de deelname aan de Eredivisie zou er ook worden deelgenomen aan het toernooi om de KNVB beker. Ook het bekertoernooi werd niet afgemaakt. De eerste editie van de Eredivisie Cup werd wel uitgespeeld, de club eindigde op de eerste plaats. Door het behaalde landskampioenschap van vorig seizoen, komt het team tevens uit in de Champions League, hierin werd de achtste finale gehaald. Deze wedstrijd ging over twee wedstrijden verloren van het Duitse VfL Wolfsburg met 0–7.

## Selectie en technische staf

### Selectie
| Nr.             | Nat.               | Naam                       | Competitie  | Competitie  | Beker       | Beker       | Eredivisie Cup | Eredivisie Cup | Champions League | Champions League | Totaal      | Totaal      | Seizoen bij FC Twente | Vorige club         |             |
| Nr.             | Nat.               | Naam                       | W           | Goal        | W           | Goal        | W              | Goal           | W                | Goal             | W           | Goal        | Seizoen bij FC Twente | Vorige club         |             |
| Doelvrouwen     | Doelvrouwen        | Doelvrouwen                | Doelvrouwen | Doelvrouwen | Doelvrouwen | Doelvrouwen | Doelvrouwen    | Doelvrouwen    | Doelvrouwen      | Doelvrouwen      | Doelvrouwen | Doelvrouwen | Doelvrouwen           | Doelvrouwen         | Doelvrouwen |
| --------------- | ------------------ | -------------------------- | ----------- | ----------- | ----------- | ----------- | -------------- | -------------- | ---------------- | ---------------- | ----------- | ----------- | --------------------- | ------------------- | ----------- |
| 1               | Vlag van Nederland | Daphne van Domselaar       | 12          | 0           | 1           | 0           | ?              | 0              | 7                | 0                | 20          | 0           | 4e                    | VV Alkmaar          |             |
| 16              | Vlag van Nederland | Jade Adan                  | 0           | 0           | 0           | 0           | ?              | 0              | 0                | 0                | 0           | 0           | 1e                    | Jeugd               |             |
| 22              | Vlag van Nederland | Lois Niënhuis              | 0           | 0           | 0           | 0           | 0              | 0              | 0                | 0                | 0           | 0           | 3e                    | Jeugd               |             |
| 31              | Vlag van Nederland | Fabienne Rouw              | 0           | 0           | 0           | 0           | 0              | 0              | 0                | 0                | 0           | 0           | 1e                    | Jeugd               |             |
| Verdedigsters   |                    |                            |             |             |             |             |                |                |                  |                  |             |             |                       |                     |             |
| 2               | Vlag van Nederland | Maud Roetgering            | 5           | 0           | 0           | 0           | 0              | 0              | 7                | 0                | 12          | 0           | 10e                   | Jeugd               |             |
| 3               | Vlag van Nederland | Danique Ypema              | 10          | 0           | 1           | 0           | ?              | 1              | 7                | 0                | 18          | 1           | 1e                    | sc Heerenveen       |             |
| 12              | Vlag van Nederland | Lynn Wilms                 | 12          | 2           | 1           | 2           | ?              | 0              | 6                | 0                | 19          | 4           | 2e                    | Jeugd               |             |
| 15              | Vlag van Nederland | Lotte Jansen               | 0           | 0           | 0           | 0           | ?              | 0              | 0                | 0                | 0           | 0           | 1e                    | Jeugd               |             |
| 19              | Vlag van Nederland | Sophie Pieterson           | 0           | 0           | 1           | 0           | ?              | 0              | 0                | 0                | 1           | 0           | 1e                    | Jeugd               |             |
| 23              | Vlag van Nederland | Jamie Altelaar             | 3           | 0           | 0           | 0           | ?              | 0              | 3                | 0                | 6           | 0           | 1e                    | VV Alkmaar          |             |
| 19              | Vlag van Nederland | Sophie Pieterson           | 0           | 0           | 1           | 0           | ?              | 0              | 0                | 0                | 1           | 0           | 1e                    | Jeugd               |             |
| Middenveldsters |                    |                            |             |             |             |             |                |                |                  |                  |             |             |                       |                     |             |
| 4               | Vlag van Nederland | Suzanne Giesen             | 11          | 1           | 0           | 0           | ?              | 1              | 6                | 0                | 17          | 2           | 2e                    | PEC Zwolle          |             |
| 6               | Vlag van Nederland | Cheyenne van den Goorbergh | 10          | 1           | 1           | 1           | ?              | 2              | 7                | 0                | 18          | 4           | 3e                    | PEC Zwolle          |             |
| 8               | Vlag van Nederland | Sisca Folkertsma           | 17          | 0           | 2           | 0           | ?              | 2              | 0                | 0                | 19          | 2           | 3e                    | AFC Ajax            |             |
| 14              | Vlag van Nederland | Licia Darnoud              | 11          | 0           | 0           | 0           | ?              | 0              | 6                | 0                | 17          | 0           | 2e                    | Jeugd               |             |
| 18              | Vlag van Nederland | Anne Bhagerath             | 0           | 0           | 0           | 0           | ?              | 0              | 0                | 0                | 0           | 0           | 2e                    | Jeugd               |             |
| 20              | Vlag van Nederland | Tess Kleinsman             | 0           | 0           | 0           | 0           | ?              | 0              | 0                | 0                | 0           | 0           | 1e                    | Jeugd               |             |
| 20              | Vlag van Nederland | Romy Speelman              | 4           | 1           | 0           | 0           | ?              | 0              | 3                | 0                | 7           | 1           | 2e                    | ADO Den Haag        |             |
| 25              | Vlag van België    | Davinia Vanmechelen        | 9           | 1           | 1           | 4           | ?              | 1              | 7                | 2                | 17          | 8           | 1e                    | Paris Saint-Germain |             |
| 26              | Vlag van Nederland | Ella Peddemors             | 11          | 2           | 0           | 0           | 0              | 0              | 6                | 0                | 17          | 2           | 1e                    | Jeugd               |             |
| Aanvalsters     |                    |                            |             |             |             |             |                |                |                  |                  |             |             |                       |                     |             |
| 7               | Vlag van Nederland | Ashleigh Weerden           | 12          | 0           | 0           | 0           | ?              | 0              | 7                | 3                | 19          | 3           | 3e                    | Jeugd               |             |
| 9               | Vlag van Nederland | Fenna Kalma                | 11          | 9           | 1           | 3           | ?              | 3              | 7                | 9                | 19          | 24          | 1e                    | sc Heerenveen       |             |
| 10              | Vlag van Tunesië   | Sabrine Ellouzi            | 8           | 0           | 0           | 0           | ?              | 1              | 4                | 1                | 12          | 2           | 3e                    | Jeugd               |             |
| 11              | Vlag van Nederland | Renate Jansen              | 12          | 8           | 2           | 0           | ?              | 6              | 7                | 1                | 21          | 15          | 5e                    | ADO Den Haag        |             |
| 17              | Vlag van Nederland | Naomi Hilhorst             | 6           | 0           | 1           | 2           | ?              | 0              | 1                | 0                | 8           | 2           | 1e                    | ADO Den Haag        |             |
| 27              | Vlag van Duitsland | Anna-Lena Stolze           | 1           | 2           | 1           | 0           | ?              | 0              | 0                | 0                | 2           | 2           | 1e                    | VfL Wolfsburg       |             |
| ?               | Vlag van Nederland | Simone Kets                | 0           | 0           | 0           | 0           | ?              | 0              | 0                | 0                | 0           | 0           | 1e                    | VV Alkmaar          |             |
| Nr.             | Nat.               | Naam                       | W           | Goal        | W           | Goal        | W              | Goal           | W                | Goal             | W           | Goal        | Seizoen bij FC Twente | Vorige club         |             |
| Nr.             | Nat.               | Naam                       | Competitie  | Competitie  | Beker       | Beker       | Eredivisie Cup | Eredivisie Cup | Champions League | Champions League | Totaal      | Totaal      | Seizoen bij FC Twente | Vorige club         |             |

### Legenda
| # | Reden                                          |
| - | ---------------------------------------------- |
|   | Heeft de club in het lopende seizoen verlaten. |

### Technische staf
| Naam          | Functie           |
| ------------- | ----------------- |
| Tommy Stroot  | Hoofdtrainer      |
| Carin Bakhuis | Assistent-trainer |

## Wedstrijdstatistieken

### Eredivisie
|       | ADO Den Haag | Ajax  | Alkmaar | Excelsior/Barendrecht | sc Heerenveen | PEC Zwolle | PSV   |
| ----- | ------------ | ----- | ------- | --------------------- | ------------- | ---------- | ----- |
| Thuis | 4 – 0        | 2 – 1 | 3 – 3   | 4 – 0                 | –             | 2 – 2      | 2 – 3 |
| Uit   | 0 – 1        | 2 – 1 | 0 – 2   | 2 – 4                 | 1 – 3         | –          | 1 – 0 |

| Speelronde 1                                                                          | FC Twente                                                                              | 4 – 0 (1 – 0) | VV Alkmaar                                                              | Opstelling FC Twente |
| 23 augustus 2021 Aanvangstijd: 19.30 uur Plaats: Enschede Het Diekman                 | Davinia Vanmechelen 17' Bente Jansen 48', 75' Suzanne Giesen 66' Jamie Altelaar 82'    |               | 71' Nidia Bos                                                           | Van Domselaar, Wilms, Ypema, Speelman ( 62' Naomi Hilhorst), Roetgering, Giesen ( 75' Peddemors), Vanmechelen, Weerden, B. Jansen, Kalma, R. Jansen 62' Altelaar)           |
| Speelronde 2                                                                          | ADO Den Haag                                                                           | 0 – 1 (0 – 1) | FC Twente                                                               | Opstelling FC Twente |
| 6 september 2019 Aanvangstijd: 19.30 uur Plaats: Den Haag Cars Jeans Stadion          | Kim Mourmans 76'                                                                       |               | 36' Fenna Kalma                                                         | Van Domselaar, Wilms, Ypema, Darnoud ( 90+2' Peddemors), Weerden, Giesen, Vanmechelen ( 87' Ellouzi), Van den Goorbergh, B. Jansen 84' Hilhorst), Kalma, R. Jansen          |
| Speelronde 3                                                                          | FC Twente                                                                              | 2 – 3 (1 – 0) | PSV                                                                     | Opstelling FC Twente |
| 15 september 2019 Aanvangstijd: 14.30 uur Plaats: Enschede Sportpark Het Diekman      | Fenna Kalma 45', 60' Davinia Vanmechelen 70'                                           |               | 50', 88' Joëlle Smits 85' Katja Snoeijs                                 | Van Domselaar, Wilms, Ypema, Darnoud, Weerden, Giesen, Vanmechelen ( 86' Peddemors), Van den Goorbergh, B. Jansen, Kalma, R. Jansen ( 61' Hilhorst)                         |
| Speelronde 4                                                                          | AFC Ajax                                                                               | 2 – 1 (1 – 0) | FC Twente                                                               | Opstelling FC Twente |
| 20 september 2019 Aanvangstijd: 19.30 uur Plaats: Amsterdam Sportpark De Toekomst     | Desiree van Lunteren 28' Eshly Bakker 81'                                              |               | 53' Bente Jansen                                                        | Van Domselaar, Wilms, Ypema ( 80' Peddemors), Darnoud, Roetgering, Giesen, Weerden, Van den Goorbergh ( 67' Vanmechelen), B. Jansen, Kalma ( 89' Ellouzi), R. Jansen        |
| Speelronde 5                                                                          | FC Twente                                                                              | 3 – 3 (3 – 1) | VV Alkmaar                                                              | Opstelling FC Twente |
| 29 september 2019 Aanvangstijd: 14.30 uur Plaats: Enschede Sportpark Het Diekman      | Fenna Kalma 8' Renate Jansen 12' Ella Peddemors 32' Lynn Wilms 36' Maud Roetgering 37' |               | 17' Sanne Koopman 72' Kim van Velzen 80' Louise Bos                     | Van Domselaar, Wilms, Roetgering ( 65' Altelaar), Darnoud, Weerden ( 53' Hilhorst), Giesen, Speelman, Peddemors, B. Jansen, Kalma ( 65' Ellouzi), R. Jansen                 |
| Speelronde 6                                                                          | Sc Heerenveen                                                                          | 1 – 3 (1 – 1) | FC Twente                                                               | Opstelling FC Twente |
| 11 oktober 2019 Aanvangstijd: 19.30 uur Plaats: Heerenveen Sportpark Skoatterwald     | Quinty Sabajo 37' Kerstin Casparij 66' Roos van der Veen 79' Tiny Hoekstra 80'         |               | 42', 66' (pen.) Fenna Kalma 89' Renate Jansen                           | Van Domselaar, Wilms, Ypema, Darnoud, Roetgering, Giesen, Weerden, Van den Goorbergh ( 66' Vanmechelen), B. Jansen, Kalma, R. Jansen ( 90' Ellouzi)                         |
| Speelronde 7                                                                          | FC Twente                                                                              | 2 – 2 (1 – 2) | PEC Zwolle                                                              | Opstelling FC Twente |
| 3 november 2019 Aanvangstijd: 14.30 uur Plaats: Enschede Sportpark Het Diekman        | Renate Jansen 28' Lynn Wilms 72' Bente Jansen 82'                                      |               | 33' Amy Banarsie 41' Leonie Vliek 81' Imre van der Vegt 86' Moon Pondes | Van Domselaar, Wilms, Ypema, Darnoud, Roetgering ( 74' Giesen), Vanmechelen ( 74' B. Jansen), Van den Goorbergh, Peddemors ( 78' Ellouzi), Weerden, Kalma, R. Jansen        |
| Speelronde 8                                                                          | Excelsior/Barendrecht                                                                  | 2 – 4 (0 – 0) | FC Twente                                                               | Opstelling FC Twente |
| 15 november 2019 Aanvangstijd: 19.30 uur Plaats: Rotterdam Van Donge & De Roo Stadion | Julia Ibes 53' Sophie Cobussen 87'                                                     |               | 7' Danique Ypema 48', 85' Renate Jansen 69' (80) Fenna Kalma            | Van Domselaar, Wilms, Ypema ( 76' Van den Goorbergh), Darnoud, Weerden, Giesen, Peddemors, B. Jansen, Ellouzi ( 65' Vanmechelen), Kalma, R. Jansen ( 88' Hilhorst)          |
| Speelronde 9                                                                          | FC Twente                                                                              | 4 – 0 (1 – 0) | ADO Den Haag                                                            | Opstelling FC Twente |
| 22 november 2019 Aanvangstijd: 19.30 uur Plaats: Enschede Sportpark Het Diekman       | Renate Jansen 40', 69', 80' Fenna Kalma 47' Licia Darnoud 73'                          |               |                                                                         | Van Domselaar, Wilms, Ypema ( 78' Speelman), Darnoud ( 81' Altelaar), Weerden, Giesen, Van den Goorbergh, Peddemors, Weerden, Kalma ( 40' Ellouzi), R. Jansen               |
| Speelronde 10                                                                         | PSV                                                                                    | 1 – 0 (1 – 0) | FC Twente                                                               | Opstelling FC Twente |
| 1 december 2019 Aanvangstijd: 14.30 uur Plaats: Eindhoven PSV Campus De Herdgang      | Katja Snoeijs 17'                                                                      |               |                                                                         | Van Domselaar, Wilms, Ypema, Darnoud ( 86' Ellouzi), Weerden, Giesen ( 70' Vanmechelen), Van den Goorbergh, Peddemors, B. Jansen, Kalma, R. Jansen                          |
| Speelronde 12                                                                         | VV Alkmaar                                                                             | 0 – 2 (0 – 1) | FC Twente                                                               | Opstelling FC Twente |
| 18 februari 2020 Aanvangstijd: 9.30 uur Plaats: Alkmaar Sportpark Robonsbosweg        | Sanne Koopman 90+1'                                                                    |               | 31' Ella Peddemors 60' Ashleigh Weerden 69' Lynn Wilms                  | Van Domselaar, Wilms, Folkertsma ( 71' Van den Goorbergh), Darnoud, Van der Wal, Giesen, Vanmechelen ( 83' Hilhorst), Peddemors, Weerden ( 74' B. Jansen), Kalma, R. Jansen |
| Speelronde 11 (inhaalduel)                                                            | FC Twente                                                                              | 2 – 1 (1 – 0) | AFC Ajax                                                                | Opstelling FC Twente |
| 25 februari 2019 Aanvangstijd: 19.30 uur Plaats: Enschede Sportpark Het Diekman       | Anna-Lena Stolze 41' (68) Lysanne van der Wal 67'                                      |               | 70' Van den Bighelaar                                                   | Van Domselaar, Wilms, Ypema, Darnoud, Van der Wal, Weerden, Folkertsma ( 61' Peddemors), Van den Goorbergh, B. Jansen, Stolze, R. Jansen                                    |

### KNVB beker
| Achtste finale                            | VV Nooit Gedacht | 0 – 12  | FC Twente |
| Plaats: Geffen Sportpark De Biescamp      |                  | Verslag | 1', 16', 28' Fenna Kalma 5', 38', 39', 82' Davinia Vanmechelen 22' Cheyenne van den Goorbergh 47', 86' Naomi Hilhorst 58', 59' Lynn Wilms |
| Kwartfinale                               | sc Heerenveen    | – ( – ) | FC Twente |
| Plaats: Heerenveen Sportpark Skoatterwâld |                  |         | |

### Eredivisie Cup
| Eerste ronde                           | PSV                                                                                         | 5 – 1 (3 – 1) | FC Twente                                                                |
| Plaats: Eindhoven De Herdgang          | Aniek Nouwen 10' Joëlle Smits 20', 26', 62', 89'                                            |               | 33' Bente Jansen                                                         |
| Eerste ronde                           | 'FC Twente                                                                                  | 3 – 3 (1 – 0) | PSV                                                                      |
| Plaats: Enschede Sportpark Het Diekman | Fenna Kalma 14' (pen.), 66' Danique Ypema 69'                                               |               | 57', 58' Katja Snoeijs 62' Rachel Cuschieri                              |
| Tweede ronde                           | PEC Zwolle                                                                                  | 5 – 4 (2 – 1) | FC Twente                                                                |
| Plaats: Zwolle MAC³PARK stadion        | Dominique Bruinenberg 36', 72' Marushka van Olst 43' Nikita Tromp 57' Rebecca Doejaaren 82' |               | 34', 80' Renate Jansen 60' Cheyenne van den Goorbergh 89' Suzanne Giesen |
| Tweede ronde                           | FC Twente                                                                                   | 4 – 2 (1 – 1) | PEC Zwolle                                                               |
| Plaats: Enschede Sportpark Het Diekman | Bente Jansen 11' Davinia Vanmechelen 80' Sabrine Ellouzi 83' Renate Jansen 90+3'            |               | 13' Maud Asbroek 52' Rebecca Doejaaren                                   |
| Derde ronde                            | FC Twente                                                                                   | 4 – 2 (2 – 0) | PSV                                                                      |
| Plaats: Enschede Sportpark Het Diekman | Renate Jansen 10', 79' (pen.) Bente Jansen 35' Cheyenne van den Goorbergh 62'               |               | 90+3' Aniek Nouwen 90+5' Naomi Pattiwael                                 |
| Derde ronde                            | PSV                                                                                         | 2 – 3 (1 – 2) | FC Twente                                                                |
| Plaats: Eindhoven De Herdgang          | Kayleigh van Dooren 4' Naomi Pattiwael 66'                                                  |               | 33' Renate Jansen 35' Lynn Wilms 75' Fenna Kalma                         |

### Champions League
| Groepsfase                                                                       | FC Twente | 8 – 0 (5 – 0)    | FC Alashkert                                                                         | Opstelling FC Twente: |
| 7 augustus 2019 Aanvangstijd: 18.30 uur Plaats: Goor Sportpark Heeckeren         | Davinia Vanmechelen 20', 90' Fenna Kalma 31', 47' Armine Mesropyan 32' (e.d.) Sabrine Ellouzi 39' Maria Sakhinova 45+3' (e.d.) Ashleigh Weerden 59' | Wedstrijdverslag | 75' Armine Mesropyan                                                                 | Van Domselaar, Roetgering, Ypema, Wilms ( 46' R. Jansen), Van den Goorbergh, Giesen ( 46' Speelman), Vanmechelen, Kalma, B. Jansen, Weerden ( 65' Hilhorst), Ellouzi    |
| Groepsfase                                                                       | FC Twente | 2 – 2 (1 – 1)    | Beşiktaş JK                                                                          | Opstelling FC Twente: |
| 10 augustus 2019 Aanvangstijd: 18.00 uur Plaats: Enschede Sportpark Schreurserve | Fenna Kalma 9', 46' 45' Lynn Wilms 90' | Wedstrijdverslag | 21' Yagmur Uraz 44' Arzu Karabulut 82' Başak Gündoğdu 88' Elif Keskin                | Van Domselaar, Roetgering ( 70' Darnoud), Ypema, Wilms, Van den Goorbergh, Giesen, Altenaar, R. Jansen ( 89' Peddemors), Vanmechelen ( 76' B. Jansen), Kalma, Weerden   |
| Groepsfase                                                                       | Górnik Łęczna | 0 – 2 (0 – 0)    | FC Twente                                                                            | Opstelling FC Twente: |
| 13 augustus 2019 Aanvangstijd: 18.30 uur Plaats: Enschede Sportpark Schreurserve | Agnieszka Jędrzejewicz 65' | Wedstrijdverslag | 52' (pen.) Fenna Kalma 70' Renate Jansen 84' Lynn Wilms                              | Van Domselaar, Roetgering ( 88' Darnoud), Ypema, Wilms, Van den Goorbergh ( 67' Peddemors), Giesen, R. Jansen, Vanmechelen, Kalma, B. Jansen ( 90+1' Speelman), Weerden |
| Laatste 32                                                                       | SKN Sankt Pölten | 2 – 4 (0 – 3)    | FC Twente                                                                            | Opstelling FC Twente: |
| 11 september 2019 Aanvangstijd: 19.10 uur Plaats: Sankt Pölten Voithplatz        | Jasmin Eder 77' Jana Scharnböck 82' Bernadett Zágor 84'                                                                                             | Wedstrijdverslag | 10', 29' (pen.), 75' Fenna Kalma 21' Ashleigh Weerden 22' Cheyenne van den Goorbergh | Van Domselaar, Roetgering, Ypema, Darnoud ( 76' Altenaar), Van den Goorbergh, Giesen, Vanmechelen ( 88' Peddemors), R. Jansen ( 80' Ellouzi), Kalma, B. Jansen, Weerden |
| Laatste 32                                                                       | FC Twente | 1 – 2 (1 – 1)    | SKN Sankt Pölten                                                                     | Opstelling FC Twente: |
| 25 september 2019 Aanvangstijd: 19.00 uur Plaats: Enschede De Grolsch Veste      | Fenna Kalma 8' Davinia Vanmechelen 58' | Wedstrijdverslag | 6' Bernadett Zágor 51' Mária Mikolajová 82' Jana Scharnböck                          | Van Domselaar, Roetgering ( 57' Darnoud), Ypema, Wilms, Van den Goorbergh ( 78' Peddemors), Giesen, Vanmechelen, R. Jansen, Kalma ( 89' Ellouzi), B. Jansen, Weerden    |
| Laatste 16                                                                       | VfL Wolfsburg | 6 – 0 (2 – 0)    | FC Twente                                                                            | Opstelling FC Twente: |
| 16 oktober 2019 Aanvangstijd: 18.00 uur Plaats: Wolfsburg AOK-Stadion            | Zsanett Jakabfi 24', 37' Dominique Bloodworth 60', 89' Pernille Harder 71' Fridolina Rolfö 78'                                                      | Wedstrijdverslag |                                                                                      | Van Domselaar, Roetgering, Ypema, Wilms, Van den Goorbergh, Giesen, Vanmechelen ( 78' Darnoud), R. Jansen, Kalma ( 90+1' Speelman), B. Jansen ( 82' Peddemors), Weerden |
| Laatste 16                                                                       | FC Twente | 0 – 1 (0 – 1)    | VfL Wolfsburg                                                                        | Opstelling FC Twente: |
| 30 oktober 2019 Aanvangstijd: 19.00 uur Plaats: Enschede De Grolsch Veste        | Danique Ypema 78' Lynn Wilms 90+2' | Wedstrijdverslag | 17' 67' Anna Blässe                                                                  | Van Domselaar, Ypema, Darnoud ( 69' Altenaar), Wilms, Van den Goorbergh ( 69' Roetgering), Vanmechelen, Peddemors, R. Jansen, Kalma ( 84' Ellouzi), B. Jansen, Weerden  |

## Statistieken FC Twente 2019/2020

### Eindstand FC Twente in de Nederlandse Eredivisie Vrouwen 2019 / 2020
| Stand | Gespeeld | Gewonnen | Gelijk | Verloren | Punten | Doelpunten voor | Doelpunten tegen | Gele kaarten | Rode kaarten |
| ----- | -------- | -------- | ------ | -------- | ------ | --------------- | ---------------- | ------------ | ------------ |
| 3e    | 12       | 7        | 2      | 3        | 23     | 28              | 15               | 8            | 0            |

### Topscorers
| #      | Naam                | Goal |
| ------ | ------------------- | ---- |
| 1.     | Fenna Kalma         | 9    |
| 2.     | Renate Jansen       | 8    |
| 3.     | Bente Jansen        | 3    |
| 4.     | Ella Peddemors      | 2    |
| 4.     | Anna-Lena Stolze    | 2    |
| 4.     | Lynn Wilms          | 2    |
| 7.     | Suzanne Giesen      | 1    |
| 7.     | Davinia Vanmechelen | 1    |
| Totaal | Totaal              | 28   |

| #      | Naam                       | Goal |
| ------ | -------------------------- | ---- |
| 1.     | Davinia Vanmechelen        | 4    |
| 2.     | Fenna Kalma                | 3    |
| 3.     | Naomi Hilhorst             | 2    |
| 3.     | Lynn Wilms                 | 2    |
| 5.     | Cheyenne van den Goorbergh | 1    |
| Totaal | Totaal                     | 12   |

| #      | Naam                       | Goal |
| ------ | -------------------------- | ---- |
| 1.     | Renate Jansen              | 6    |
| 2.     | Bente Jansen               | 3    |
| 2.     | Fenna Kalma                | 3    |
| 4.     | Cheyenne van den Goorbergh | 2    |
| 5.     | Sabrine Ellouzi            | 1    |
| 5.     | Suzanne Giesen             | 1    |
| 5.     | Davinia Vanmechelen        | 1    |
| 5.     | Lynn Wilms                 | 1    |
| 5.     | Danique Ypema              | 1    |
| Totaal | Totaal                     | 19   |

| #                | Naam                            | Goal |
| ---------------- | ------------------------------- | ---- |
| 1.               | Fenna Kalma                     | 9    |
| 2.               | Davinia Vanmechelen             | 2    |
| 2.               | Ashleigh Weerden                | 2    |
| 3.               | Sabrine Ellouzi                 | 1    |
| 3.               | Renate Jansen                   | 1    |
| Eigen doelpunten |                                 |      |
| 1.               | Armine Mesropyan (FC Alashkert) | 1    |
| 1.               | Maria Sakhinova (FC Alashkert)  | 1    |
| Totaal           | Totaal                          | 17   |

### Kaarten
| #      | Naam                | Kreeg geel |
| ------ | ------------------- | ---------- |
| 1.     | Licia Darnoud       | 1          |
| 1.     | Bente Jansen        | 1          |
| 1.     | Maud Roetgering     | 1          |
| 1.     | Davinia Vanmechelen | 1          |
| 1.     | Lysanne van der Wal | 1          |
| 1.     | Ashleigh Weerden    | 1          |
| 1.     | Lynn Wilms          | 1          |
| 1.     | Danique Ypema       | 1          |
| Totaal | Totaal              | 8          |

| #      | Naam           | Kreeg voor de tweede keer geel en dus rood |
| ------ | -------------- | ------------------------------------------ |
| –      | Geen speelster | 0                                          |
| Totaal | Totaal         | 0                                          |

| #      | Naam           | Weggestuurd |
| ------ | -------------- | ----------- |
| –      | Geen speelster | 0           |
| Totaal | Totaal         | 0           |

## Voetnoten
ADO Den Haag · 
Ajax · 
VV Alkmaar · 
Excelsior/Barendrecht · 
sc Heerenveen · 
PEC Zwolle · 
PSV · 
FC Twente